# Ibadan Nord Ouest
Ibadan Nord Ouest est une zone de gouvernement local de l'État d'Oyo au Nigeria,.

## Source
- (en) Cet article est partiellement ou en totalité issu de l’article de Wikipédia en anglais intitulé « Ibadan North-West » (voir la liste des auteurs).